# Satillieu
Satillieu (okcitansko Satilhau je naselje in občina v jugovzhodnem francoskem departmaju Ardèche regije Rona-Alpe. Leta 2006 je naselje imelo 1.603 prebivalce.

## Geografija
Kraj se nahaja v pokrajini Languedoc 30 km severozahodno od Tournona.

## Uprava
Satillieu je sedež istoimenskega kantona, v katerega so poleg njegove vključene še občine Ardoix, Lalouvesc, Préaux, Quintenas, Saint-Alban-d'Ay, Saint-Jeure-d'Ay, Saint-Pierre-sur-Doux, Saint-Romain-d'Ay in Saint-Symphorien-de-Mahun s 7.122 prebivalci.
Kanton je sestavni del okrožja Tournon-sur-Rhône.